# Måns Zelmerlöw
Måns Zelmerlöw (IPA: [ˈmɔns ˈsɛlmɛrˈløːv]) (Lund, 1986. június 13. –) svéd énekes, színész és műsorvezető, a 2015-ös Eurovíziós Dalfesztivál győztese.
2005-ben indult zenei karrierje az Idol című svéd tehetségkutató-műsorral, majd 2006-ban profi táncpartnerével, Maria Karlssonnal megnyerte a Let’s Dance című táncos műsort. 2011 és 2013 között a Allsång på Skansen című zenés show-műsor műsorvezetője volt. Négy alkalommal vett részt a svéd eurovíziós nemzeti válogatóműsorban, a Melodifestivalenen: 2007-ben, 2009-ben, 2015-ben és 2025-ben. Ő képviselte Svédországot a 2015-ös Eurovíziós Dalfesztiválon Bécsben a Heroes című dalával, amivel az akkori harmadik legmagasabb pontszámot megszerezve megnyerte a versenyt.

## Gyermekkora
Måns Zelmerlöw 1986. június 13-án született Lundban Brigitta Sahlén egyetemi professzor és Sven-Olof Zelmerlöw sebész gyermekeként. Måns zenei gimnáziumba járt és az iskolai kórus tagja volt.

## Pályafutása

### 2005–2006: Idol és a Let’s Dance
Måns 2005-ben mutatkozott be Svédországban, amikor részt vett a TV4 televíziócsatorna Idol című tehetségkutató második évadjában. A meghallgatáson Enrique Iglesias Hero című dalát adta elő. A versenyből a hetedik héten kiesett, így az ötödik helyen végzett.
2006-ban szerepelt a Let’s Dance című műsor első évadjában profi táncpartnerével, Maria Karlssonnal, akivel megnyerték a verseny döntőjét. Ugyanebben az évben a Grease című musical svéd változatában játszotta Danny Zuko szerepét.

### 2007–2008: Melodifestivalen és aStand by For...
2007-ben elindult az Eurovíziós Dalfesztivál svéd nemzeti döntőjén, a Melodifestivalen-en. A Cara Mia című dalával a döntőben végül a harmadik helyen végzett a győztes The Ark és a második Andreas Johnson mögött. A dal később megjelent mint az énekes első lemezének egyik kislemeze. A Stand by For... című – platina minősítést kapott – lemezről még további három dal is megjelent kislemezként.
2007. október 5-én a Melodifestivalen gyerek verziójának, a Junior Eurovíziós Dalfesztivál svéd válogatójának, a Lilla Melodifestivalen műsorvezetői feladatát látta el. Továbbá a Footloose musicalben Tommy-t alakította, majd 2008-ban részt vett a Diggiloo-turnén több svéd zenésszel együtt.

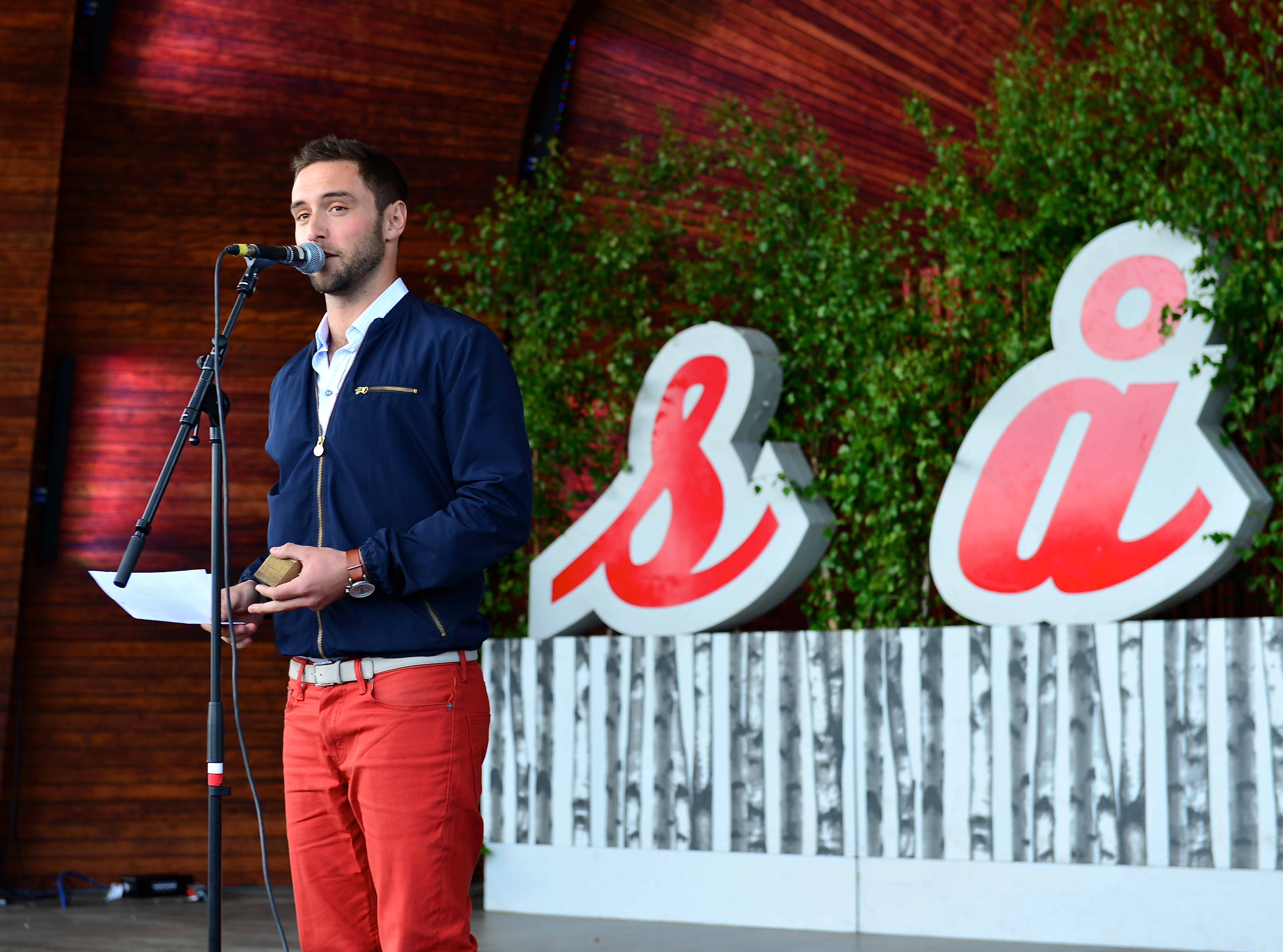
Zelmerlöw az Allsång på Skansen felvételén 2011-ben

### 2009–2011: Melodifestivalen és azMZW
2009-ben ismét részt vett a Melodifestivaelen-n a Hope & Glory című dallal, amely a döntőben a negyedik helyen végzett, annak ellenére, hogy a zsűritől a legtöbb pontot kapta. Március 25-én megjelent a második albuma, mely az MZW címet kapta és az énekes egy nyári turné során népszerűsítette azt.
2009. november 10-én bejelentették, hogy Måns lesz a 2010-es Melodifestivalen az egyik műsorvezetője Dolph Lundgren és  Christine Meltzer mellett. 2011 februárjában a SVT Allsång på Skansen című zenés show-műsor házigazdájává avanzsálódott, mivel elődje Anders Lundin kiszállt a műsorból. A 2013-as évad után az énekes jelezte kilépési szándékát a műsor készítőinek, de ez hivatalossá csak december 20-án vált, amikor a SVT bejelentette, hogy a műsor új házigazdája Petra Marklund lesz.

### 2013–14: Barcelona Sessions
2013 márciusában kezdett el dolgozni a ötödik albumán, a Barcelona Sessions-n, melyről először a Broken Parts című dal jelent meg kislemezként. Az album 2014. február 5-én jelent meg és a svéd zenei eladási listán a harmadik lett.
Zelmerlöw dalszerzőként vett részt a 2013-as Melodifestivalenen, ahol társszerzőként közreműködött a Hello Goodbye című dalban, amelyet Erik Segerstedt és Tone Damli adtak elő. A dal a második esély fordulóig jutott.
2013 végén főszerepet kapott a Spök című svéd musical új változatában, amelyben Loa Falkman, Sussie Eriksson és Lena Philipsson oldalán szerepelt.

### 2015: Melodifestivalen és az Eurovíziós Dalfesztivál

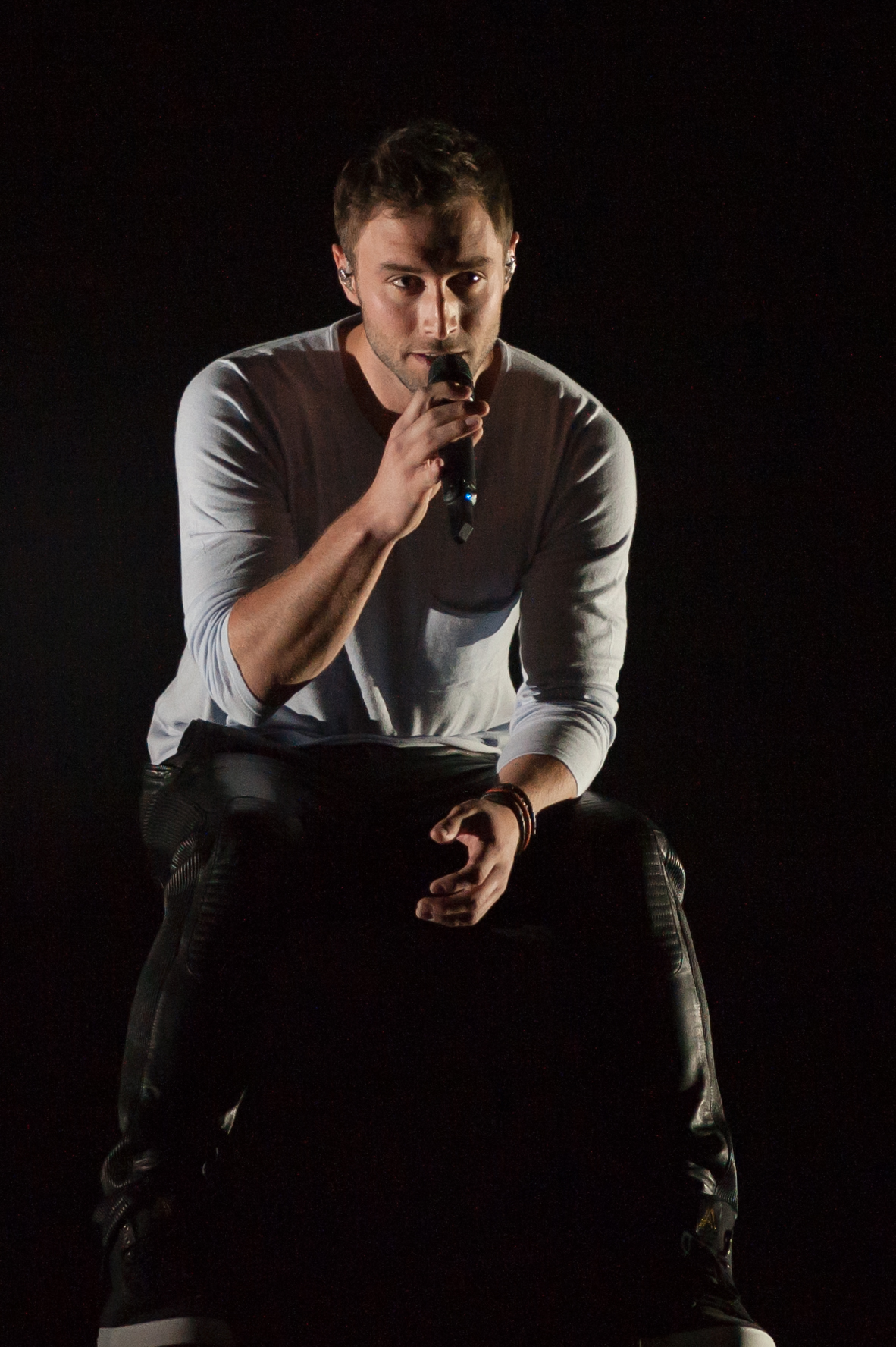
Zelmerlöw a 2015-ös Eurovíziós Dalfesztiválon

2015-ben Zelmerlöw ismét részt vett a Melodifestivalenen a Heroes című dallal, amely 288 pontot szerezve megnyerte a nemzeti döntőt. Ugyanebben a műsorban társszerzőként közreműködött a Det rår vi inte för című dalban, amelyet Behrang Miri adott elő, és a második esély fordulóig jutott.
2015. május 11-én Zelmerlöw bemutatta negyedik stúdióalbuma, a Perfectly Damaged borítóját és dallistáját. Az album 2015. június 5-én jelent meg. Május 17-én a Heroes című dalt Belgrádban is előadta az X Factor Adria első élő műsorában.
A 2015-ös Eurovíziós Dalfesztivál előtt a fogadóirodák többsége Zelmerlöw győzelmét jósolta. Május 21-én a második elődöntőben lépett fel először, ahol 217 ponttal az első helyen végzett (ekkor rekordot jelentő 14 országtól kapta a legmagasabb pontszámot), és bejutott a döntőbe. A május 23-i döntőben a Heroes című dalával 365 pontot szerzett, és megnyerte a versenyt.
2015 nyarán több zenei fesztiválon lépett fel Svédországban és Finnországban, majd szeptemberben egy tizenhét állomásos európai turnéra indult. Twitter- és Instagram-posztjai szerint az európai turné előtt Sanghajba is ellátogatott, hogy népszerűsítse legújabb albumát, a Perfectly Damaged-et.
2016 január végén Zelmerlöw Ausztráliába utazott, ahol meglepetésvendégként fellépett Guy Sebastian You..Me..Us Tour nevű, huszonnyolc állomásos koncertsorozatán. Két alkalommal is színpadra lépett zenekarával, a Gold Coast-i Jupiters Hotel and Casinóban, valamint Graftonban.

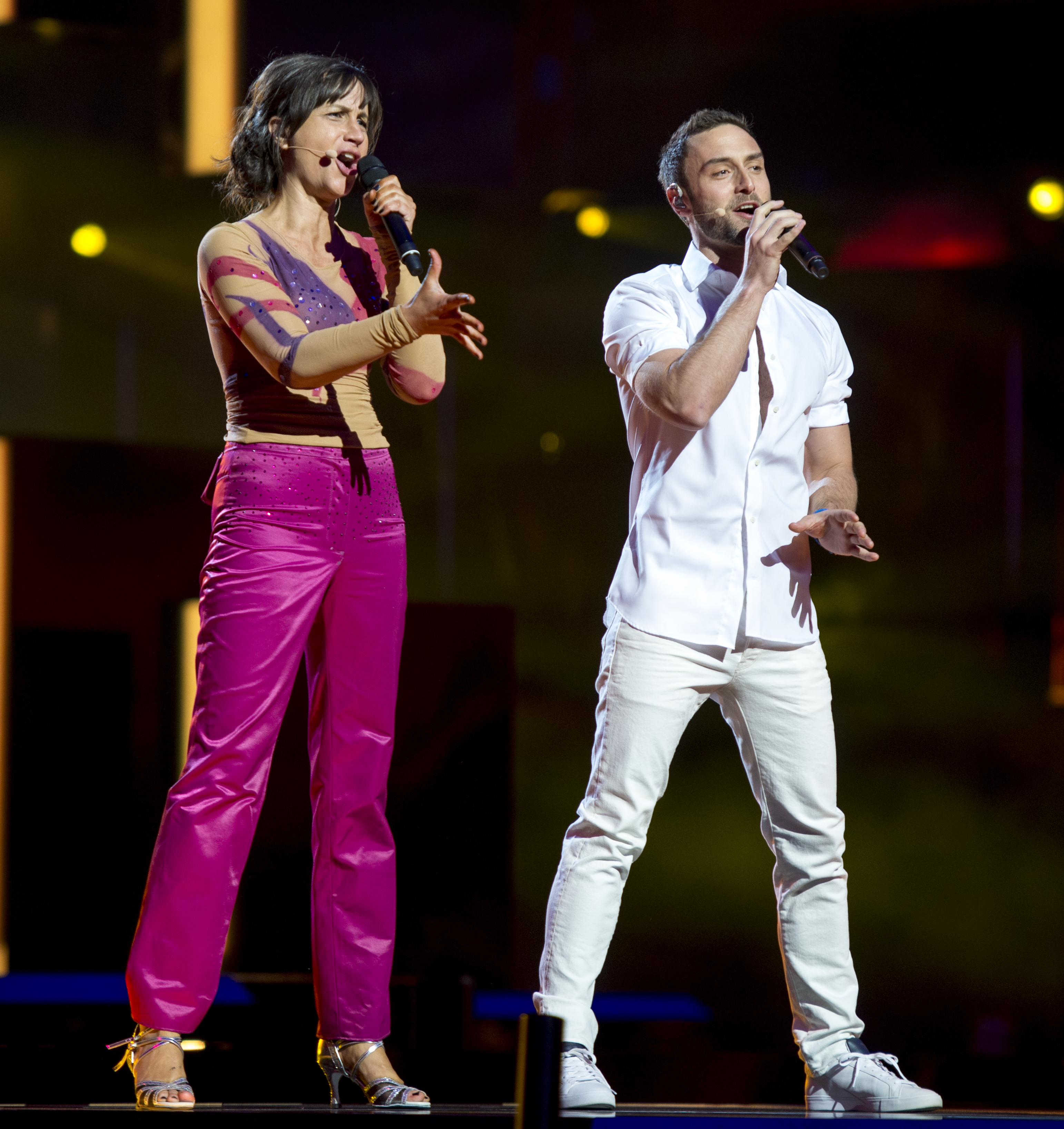
A Petra Medével közösen előadott Love Love Peace Peace a 2016-os Eurovíziós Dalfesztivál döntőjében

2016 májusában Petra Mede mellett társműsorvezetője volt a stockholmi 2016-os Eurovíziós Dalfesztiválnak. A három műsor alatt Zelmerlöw előadta az előző évi győztes dalát, a Heroes-t, valamint új kislemezét, a Fire in the Raint. Emellett két, Edward af Sillénnel közösen írt zenés darabban is szerepelt: a Story of ESC-ben és a nagy sikert arató Love, Love, Peace, Peace-ben Petra Medével.
2016 októberében Alexander Wiberg műsorvezető oldalán szerepelt a Chevaleresk című televíziós sorozatban, amelyet a TV6 csatornán közvetítettek.

### 2016–2018:Chameleon

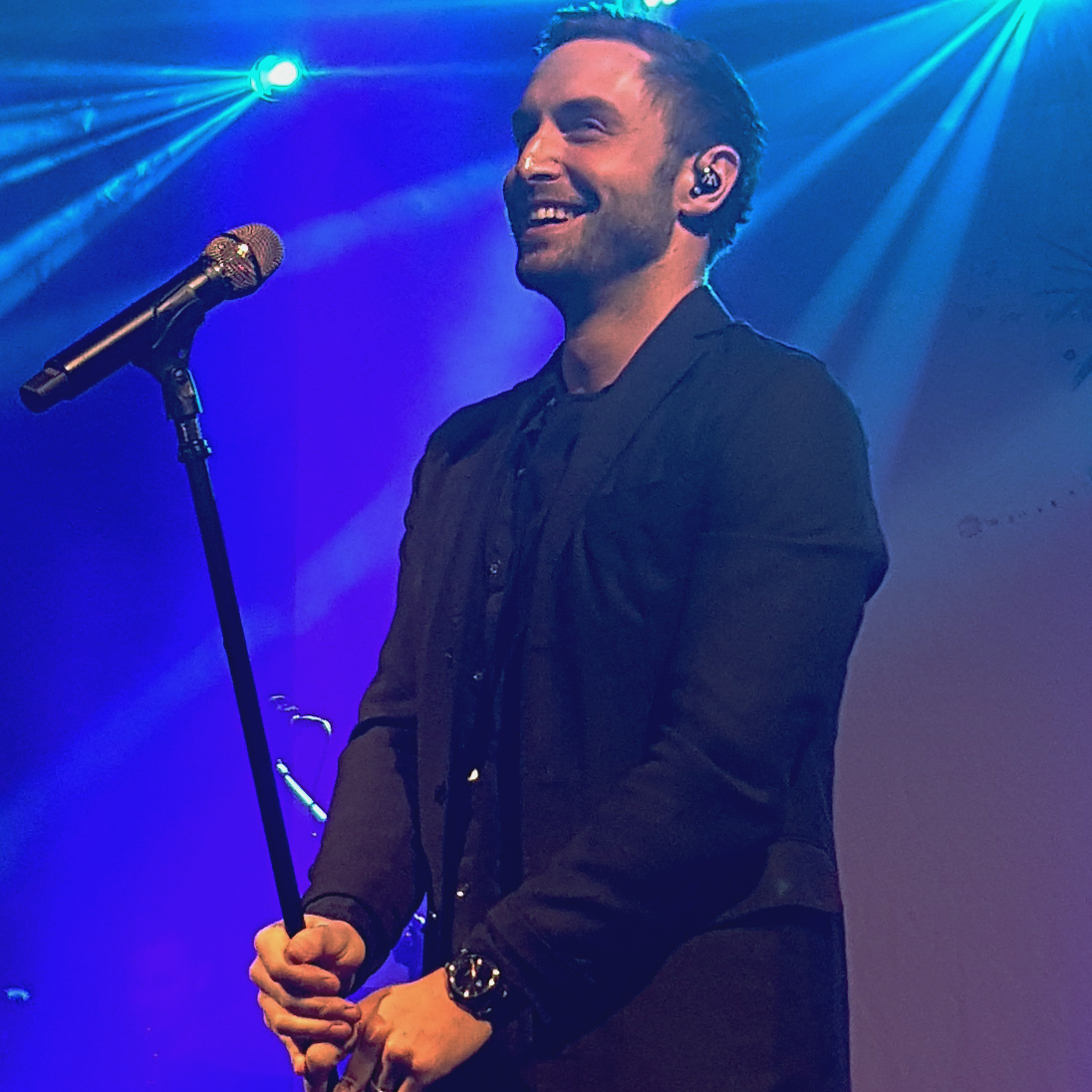
Zelmerlöw 2017-ben

Måns Zelmerlöw hetedik stúdióalbuma, a Chameleon, 2016 decemberében jelent meg. A vezető kislemez, a Hanging on to Nothing augusztusban debütált. A dal nem került fel a svéd hivatalos kislemezlistára, de a Heatseekers listán a második helyet érte el. 2016. november 5-én megjelent a dal francia nyelvű változata, Rien que nous deux.
2017-ben Zelmerlöw az SVT kommentátora volt az Eurovíziós Dalfesztiválon Edward af Sillén mellett. Szerepelt egy jelenetben is, amelyben a műsorvezetők, Olekszandr Szkicsko, Volodimir Osztapcsuk és Timur Mirosnicsenko is részt vettek.
2017. november 16-án bejelentették, hogy Zelmerlöw Mel Giedroyc oldalán társműsorvezetőként vezeti a BBC Eurovision: You Decide című műsorát, amelyet 2018. február 7-én rendeztek a brightoni Dome-ban. A műsor nyitányaként az ABBA-dalokból álló egyveleget adott elő az Egyesült Királyság 2017-es eurovíziós képviselőjével, Lucie Jones-szal közösen.
2018-ban kiadta a Happyland című dalt, amely a Chameleon albumon szerepelt, és a Kinder édességgyártó cég ötvenedik évfordulós reklámkampányának része lett több európai országban, például Németországban és Olaszországban.

### 2019–2022:Time
2019 februárjában ismét Mel Giedroyc mellett vezette a BBC Eurovision: You Decide című műsorát. A döntőben közösen mutatták be az Egyesült Királyság legjobb eurovíziós pillanatait. Március 1-jén Zelmerlöw és Dotter közös dalt adott ki Walk With Me címmel. Májusában bejelentette, hogy két új kislemezt jelentet meg, Better Now és Grow Up to Be You címmel.
A 2019-es Eurovíziós Dalfesztivál egyik vendégeként előadta Eleni Foureira 2018-as eurovíziós dalát, a Fuego"-t, míg Foureira a Dancing Lasha Tumbait énekelte, Conchita pedig előadta Zelmerlöw Eurovízió-győztes dalát, a Heroes-t. Az előadások után közösen adták elő az 1979-es Eurovíziós Dalfesztivál győztes dalát, a Hallelujah-t. Måns saját változatban is kiadta a Fuego-t az iTunes-on, amelyből a pelikán szót eltávolították, mivel az egyes értelmezések szerint női testrészre utalhatott.
2019. október 18-án kiadta nyolcadik stúdióalbumát, a Time-ot. Az album harmadik kislemeze, a One 2019. november 21-én jelent meg digitálisan. Novemberében és decemberében fellépett a The Grand Wonderland Show című karácsonyi műsorban, amelynek a stockholmi Grand Hôtel adott otthont.
2020-ban zsűritagként vett részt az ausztrál eurovíziós nemzeti válogatón, a Eurovision: Australia Decides műsorban, ahol Dami Immel közösen előadta a Walk With Me című dalt. A 2020-as Melodifestivalen második esély fordulójában Lill Lindfors-szal közösen előadták az Nygammal Vals című dalt. Ugyanebben az évben beválasztották a Melodifestivalen Hírességek Csarnokába. A Covid19-pandémia miatt 2020-ban korlátozott ideig futott a Tomen och Bocken - En slags julshow című karácsonyi műsora Per Andersson humoristával közösen a stockholmi Hamburger Börsben.
2021-ben Polina Gagarinával közösen kiadta a Circles and Squares című dalt, amely a műkorcsolya-világbajnokság hivatalos dala lett. A Melodifestivalen 2021 döntőjét Shima Niavarani és Christer Björkman társaságában vezette, ahol előadta a Come Over Love című dalát. 2021 márciusától állandó zsűritag lett a TV4-en sugárzott Masked Singer Sverige (Álarcos Énekes) című műsorban Pernilla Wahlgren, Felix Herngren és Nour El Refai mellett. A műsor egyik különleges pillanata volt, amikor a harmadik évad során felesége, Ciara Janson viking álarcban versenyzett, anélkül hogy Zelmerlöw tudott volna róla.
2022 őszén szerepelt a Så Mycket Bättre című svéd televíziós műsorban, amelyben előadók egymás dalait dolgozzák fel. Zelmerlöw többek között Molly Hammar, Norlie & KKV és Anna Ternheim dalait dolgozta fel. Novemberében és decemberében Carola mellett részt vett az A Grand X-mas című turnén, amely során tizenegy svéd városban adtak elő karácsonyi dalokat. A turnéhoz kapcsolódóan közös karácsonyi daluk, a Let's Sing (It's Christmas Time) is megjelent.

### 2023–2024:Nightcaps, Björnzone

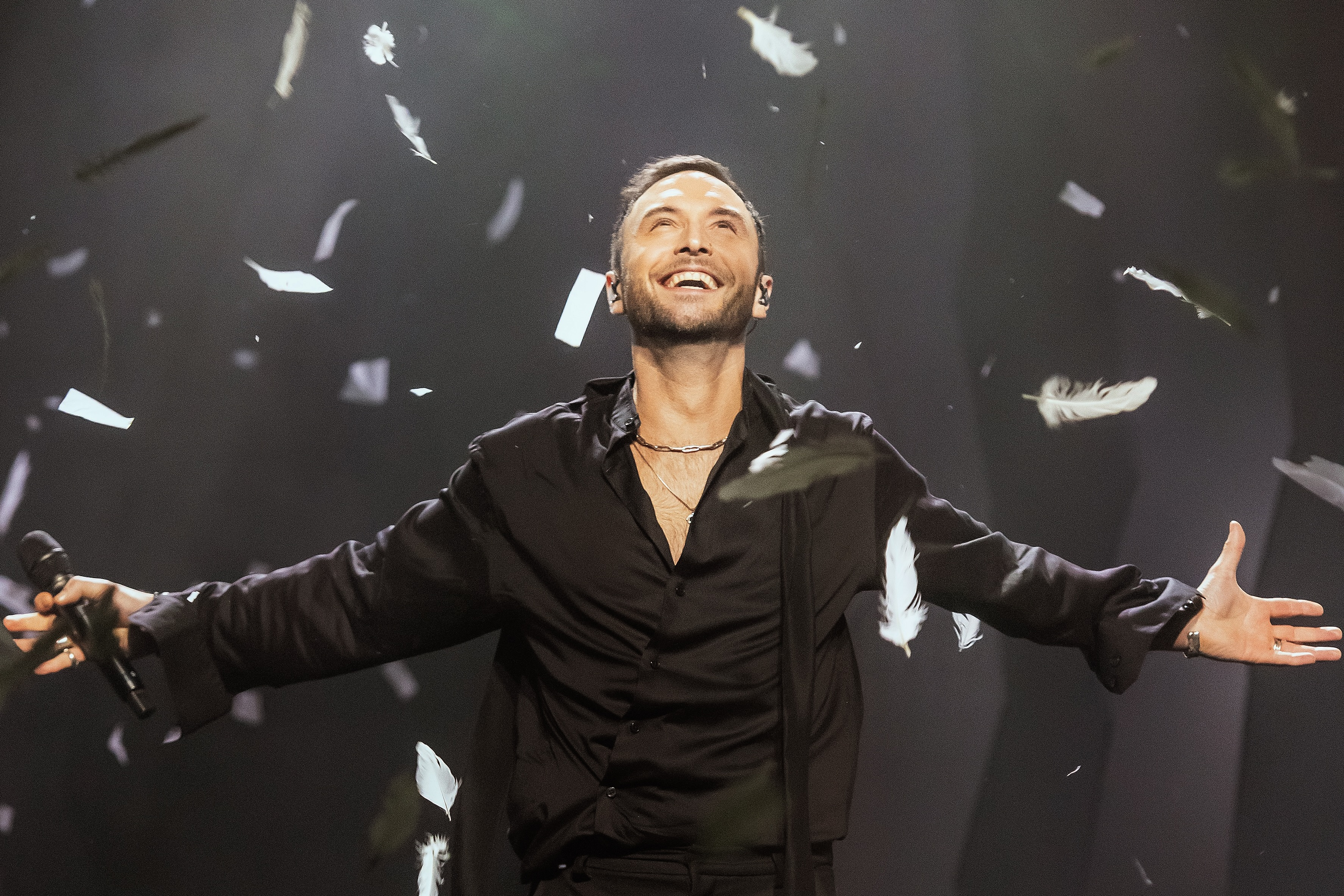
Zelmerlöw a 2025-ös Melodifestivalen negyedik elődöntőjében

2023 januárjában Pernilla Wiberg társaságában vezette az Idrottsgalan sportgálát a stockholmi Avicii Arénából, amelyet élőben közvetített az SVT. Szintén ebben az évben a BBC Eurovisioncast című heti podcastjának egyik műsorvezetője lett Nina Warhurst, Daniel Rosney és Ngunan Adamu mellett, amelyben az Eurovíziós Dalfesztivál háttérinformációit és interjúit mutatták be. Zelmerlöw a dalfesztivál két elődöntőjében is szerepet kapott: mindkét alkalommal egy kvízjátékban mérkőzött meg Filomena Cautelával. Akárcsak 2017-ben, a döntőben ismét Edward af Sillénnel együtt kommentálta az eseményeket a svéd SVT-nek. 2023. október 13-án megjelent Nightcaps című EP-je, amely tartalmazza a korábban kiadott kislemezeket, valamint két új dalt, a History és a Side Effects című számokat. Télen ismét Per Anderssonnal közösen turnézott a Tomten och Bocken Rider Igen című karácsonyi műsorral.
2024 márciusában szerepelt a Melodifestivalen döntőjében, ezúttal a Björn Gustafsson által vezetett Björnzone nevű humoros fiúbanda tagjaként. A formáció előadta a Still the One című dalt, és november 29-én kiadták az A Christmas Song című karácsonyi kislemezt.

### 2025: Melodifestivalen
2024. november 26-án jelentette be az SVT, hogy az énekes bejutott a versenydalával a Melodifestivalen következő évi mezőnyébe. A Revolution című dalt először a február 22-én rendezett negyedik elődöntőben adta elő Malmőben, ahol az első helyen továbbjutott a március 8-i döntőbe. Itt 157 pontot sikerült összegyűjtenie (76-ot a nemzetközi zsűriktől és 81-et a nézőktől kapott), mellyel összesítésben a második helyen végzett.

## Magánélete
Az énekes 2008 és 2011 között az A-Teens nevű popbanda egyik tagjával, Marie Serneholt énekesnővel járt. 2016-tól Ciara Janson angol színésznővel él együtt, akivel 2017 decemberében eljegyezték egymást. Közös gyermekük, Albert 2018 májusában született, majd őt követte 2022-ben Ossian Matteus.
2025 márciusában Janson válókeresetet nyújtott be, Zelmerlöwöt mérgező és bántalmazó viselkedéssel vádolva.

## Diszkográfia

### Albumok
| Cím                    | Részletek                                                                                        | Slágerlistás helyezés | Slágerlistás helyezés | Slágerlistás helyezés | Slágerlistás helyezés | Slágerlistás helyezés | Slágerlistás helyezés | Slágerlistás helyezés | Slágerlistás helyezés | Slágerlistás helyezés | Minősítések    |
| Cím                    | Részletek                                                                                        | SWE                   | AUT                   | BEL (Fl)              | BEL (Wa)              | FIN                   | GER                   | NLD                   | SWI                   | UK                    | Minősítések    |
| ---------------------- | ------------------------------------------------------------------------------------------------ | --------------------- | --------------------- | --------------------- | --------------------- | --------------------- | --------------------- | --------------------- | --------------------- | --------------------- | -------------- |
| Stand by For...        | - Megjelenés: 2007. március 24. - Kiadó: Warner Music Sweden - Formátum: CD, Digitális Letöltés  | 1                     | —                     | —                     | —                     | —                     | —                     | —                     | —                     | —                     | - GLF: Arany   |
| MZW                    | - Megjelenés: 2009. március 25. - Kiadó: Warner Music Sweden - Formátum: CD, Digitális Letöltés  | 1                     | —                     | —                     | —                     | —                     | —                     | —                     | —                     | —                     | - GLF: Arany   |
| Christmas with Friends | - Megjelenés: 2010. november 25. - Kiadó: Warner Music Sweden - Formátum: CD, Digitális Letöltés | —                     | —                     | —                     | —                     | —                     | —                     | —                     | —                     | —                     |                |
| Kära vinter            | - Megjelenés: 2011. december 19. - Kiadó: Warner Music Sweden - Formátum: CD, Digitális Letöltés | —                     | —                     | —                     | —                     | —                     | —                     | —                     | —                     | —                     |                |
| Barcelona Sessions     | - Megjelenés: 2014. február 5. - Kiadó: Warner Music Sweden - Formátum: CD, Digitális Letöltés   | 3                     | —                     | —                     | —                     | —                     | —                     | —                     | —                     | —                     |                |
| Perfectly Damaged      | - Megjelenés: 2015. június 5. - Kiadó: Warner Music Sweden - Formátum: CD, Digitális Letöltés    | 1                     | 21                    | 55                    | 85                    | 45                    | 46                    | 26                    | 24                    | 107                   | - GLF: Platina |
| Chameleon              | - Megjelenés: 2016. december 2. - Kiadó: Warner Music Sweden - Formátum: CD, Digitális Letöltés  | 6                     | —                     | 159                   | —                     | —                     | —                     | —                     | —                     | —                     |                |
| Time                   | - Megjelenés: 2019. október 18. - Kiadó: Warner Music Sweden - Formátum: CD, Digitális Letöltés  | 18                    | —                     | —                     | —                     | —                     | —                     | —                     | —                     | —                     |                |

### Kislemezek
| Cím                                                        | Év   | Slágerlistás helyezés | Slágerlistás helyezés | Slágerlistás helyezés | Slágerlistás helyezés | Slágerlistás helyezés | Slágerlistás helyezés | Slágerlistás helyezés | Slágerlistás helyezés | Slágerlistás helyezés | Slágerlistás helyezés | Album                                   |
| Cím                                                        | Év   | SWE                   | AUS                   | AUT                   | BEL (Fl)              | FIN                   | FRA                   | GER                   | IRE                   | SWI                   | UK                    | Album                                   |
| ---------------------------------------------------------- | ---- | --------------------- | --------------------- | --------------------- | --------------------- | --------------------- | --------------------- | --------------------- | --------------------- | --------------------- | --------------------- | --------------------------------------- |
| Cara Mia                                                   | 2007 | 1                     | —                     | —                     | —                     | 4                     | —                     | —                     | —                     | —                     | —                     | Stand By For...                         |
| Work of Art (Da Vinci)                                     | 2007 | 16                    | —                     | —                     | —                     | —                     | —                     | —                     | —                     | —                     | —                     | Stand By For...                         |
| Brother oh Brother                                         | 2007 | 7                     | —                     | —                     | —                     | —                     | —                     | —                     | —                     | —                     | —                     | Stand By For...                         |
| Miss America                                               | 2008 | 47                    | —                     | —                     | —                     | —                     | —                     | —                     | —                     | —                     | —                     | Stand By For...                         |
| Hope & Glory                                               | 2009 | 2                     | —                     | —                     | —                     | —                     | —                     | —                     | —                     | —                     | —                     | MZW                                     |
| Hold On                                                    | 2009 | 22                    | —                     | —                     | —                     | —                     | —                     | —                     | —                     | —                     | —                     | MZW                                     |
| Impossible                                                 | 2009 | 48                    | —                     | —                     | —                     | —                     | —                     | —                     | —                     | —                     | —                     | MZW                                     |
| December                                                   | 2010 | —                     | —                     | —                     | —                     | —                     | —                     | —                     | —                     | —                     | —                     | Christmas with Friends                  |
| Vit som en snö (Pernilla Andersson közreműködésében)       | 2010 | —                     | —                     | —                     | —                     | —                     | —                     | —                     | —                     | —                     | —                     | Christmas with Friends                  |
| Ett lyckligt slut                                          | 2012 | —                     | —                     | —                     | —                     | —                     | —                     | —                     | —                     | —                     | —                     | Jótékonysági kislemez                   |
| Broken Parts                                               | 2013 | —                     | —                     | —                     | —                     | —                     | —                     | —                     | —                     | —                     | —                     | Barcelona Sessions                      |
| Beautiful Life                                             | 2013 | —                     | —                     | —                     | —                     | —                     | —                     | —                     | —                     | —                     | —                     | Barcelona Sessions                      |
| Run For Your Life                                          | 2014 | —                     | —                     | —                     | —                     | —                     | —                     | —                     | —                     | —                     | —                     | Barcelona Sessions                      |
| Heroes                                                     | 2015 | 1                     | 19                    | 1                     | 2                     | 5                     | 33                    | 3                     | 10                    | 1                     | 11                    | Perfectly Damaged                       |
| Should’ve Gone Home                                        | 2015 | 27                    | —                     | —                     | —                     | —                     | 49                    | —                     | —                     | —                     | —                     | Perfectly Damaged                       |
| Fire in the Rain                                           | 2016 | 31                    | —                     | —                     | —                     | —                     | —                     | —                     | —                     | —                     | —                     | Perfectly Re:Damaged és Chameleon       |
| Hanging on to Nothing                                      | 2016 | —                     | —                     | —                     | —                     | —                     | —                     | —                     | —                     | —                     | —                     | Chameleon                               |
| Glorious                                                   | 2016 | —                     | —                     | —                     | —                     | —                     | —                     | —                     | —                     | —                     | —                     | Chameleon                               |
| Happyland                                                  | 2018 | —                     | —                     | —                     | —                     | —                     | 84                    | 72                    | —                     | —                     | —                     | Chameleon                               |
| Walk with Me (Dotter közreműködésében)                     | 2019 | 68                    | —                     | —                     | —                     | —                     | —                     | —                     | —                     | —                     | —                     | Time                                    |
| Better Now                                                 | 2019 | 79                    | —                     | —                     | —                     | —                     | —                     | —                     | —                     | —                     | —                     | Time                                    |
| One                                                        | 2019 | —                     | —                     | —                     | —                     | —                     | —                     | —                     | —                     | —                     | —                     | Time                                    |
| Gamle Dager (Morgan Sulele közreműködésében)               | 2020 | —                     | —                     | —                     | —                     | —                     | —                     | —                     | —                     | —                     | —                     | Nem jelent meg albumon                  |
| On My Way                                                  | 2020 | —                     | —                     | —                     | —                     | —                     | —                     | —                     | —                     | —                     | —                     | Time                                    |
| Mirror                                                     | 2020 | —                     | —                     | —                     | —                     | —                     | —                     | —                     | —                     | —                     | —                     | Time                                    |
| Alone on Christmas Eve                                     | 2020 | 92                    | —                     | —                     | —                     | —                     | —                     | —                     | —                     | —                     | —                     | Nem jelent meg albumon                  |
| Circles and Squares (Polina Gagarina közreműködésében)     | 2021 | —                     | —                     | —                     | —                     | —                     | —                     | —                     | —                     | —                     | —                     | World Figure Skating Championships 2021 |
| Come Over Love                                             | 2021 | —                     | —                     | —                     | —                     | —                     | —                     | —                     | —                     | —                     | —                     | Nem jelent meg albumon                  |
| What You Were Made For                                     | 2022 | —                     | —                     | —                     | —                     | —                     | —                     | —                     | —                     | —                     | —                     | Nem jelent meg albumon                  |
| Midsummer Love                                             | 2022 | —                     | —                     | —                     | —                     | —                     | —                     | —                     | —                     | —                     | —                     | Nem jelent meg albumon                  |
| Faller (Tell Her)                                          | 2022 | 67                    | —                     | —                     | —                     | —                     | —                     | —                     | —                     | —                     | —                     | Så Mycket Bättre 2022 (Tolkningarna)    |
| Sober (Mer főr varandra)                                   | 2022 | 73                    | —                     | —                     | —                     | —                     | —                     | —                     | —                     | —                     | —                     | Så Mycket Bättre 2022 (Tolkningarna)    |
| Let's Sing (It's Christmas Time) (Carola közreműködésében) | 2022 | 48                    | —                     | —                     | —                     | —                     | —                     | —                     | —                     | —                     | —                     | Nem jelent meg albumon                  |
| Hatar dig                                                  | 2022 | —                     | —                     | —                     | —                     | —                     | —                     | —                     | —                     | —                     | —                     | Så Mycket Bättre 2022 (Tolkningarna)    |
| This Is the One                                            | 2022 | —                     | —                     | —                     | —                     | —                     | —                     | —                     | —                     | —                     | —                     | Så Mycket Bättre 2022 (Tolkningarna)    |
| Andetag (a The Agreement közreműködésében)                 | 2023 | —                     | —                     | —                     | —                     | —                     | —                     | —                     | —                     | —                     | —                     | Nightcaps                               |
| Running Low (a The Agreement közreműködésében)             | 2023 | —                     | —                     | —                     | —                     | —                     | —                     | —                     | —                     | —                     | —                     | Nightcaps                               |
| Perfectly Damaged (a The Agreement közreműködésében)       | 2023 | —                     | —                     | —                     | —                     | —                     | —                     | —                     | —                     | —                     | —                     | Nightcaps                               |
| Christmas, Christmas Everywhere                            | 2023 | —                     | —                     | —                     | —                     | —                     | —                     | —                     | —                     | —                     | —                     | Nem jelent meg albumon                  |
| Walk with Me / Chodź ze mną (Ola Kędra közreműködésében)   | 2024 | —                     | —                     | —                     | —                     | —                     | —                     | —                     | —                     | —                     | —                     | Nem jelent meg albumon                  |
| Revolution                                                 | 2025 | 3                     | —                     | —                     | —                     | —                     | —                     | —                     | —                     | —                     | —                     | Nem jelent meg albumon                  |

#### Közreműködő előadóként
| Cím                                                                | Év   | Slágerlistás helyezés | Album                  |
| Cím                                                                | Év   | SWE                   | Album                  |
| ------------------------------------------------------------------ | ---- | --------------------- | ---------------------- |
| All I Want for Christmas Is You (Agnes Carlsson közreműködésében)  | 2007 | 3                     | Nem jelent meg albumon |
| Precious to Me (Maria Haukaas Storeng feat. Måns Zelmerlöw)        | 2010 | —                     | Make My Day            |
| Belong (Joshua Radin feat. Måns Zelmerlöw)                         | 2016 | —                     | Nem jelent meg albumon |
| Stayin’ Alive (Julian Perretta, Francesco Yates és Måns Zelmerlöw) | 2016 | —                     | Nem jelent meg albumon |
| A Christmas Song (Björnzone)                                       | 2024 | —                     | Nem jelent meg albumon |

#### Promóciós kislemezek
| Cím                                                 | Év   | Album                  |
| --------------------------------------------------- | ---- | ---------------------- |
| Rewind                                              | 2009 | MZW                    |
| Love Love Peace Peace (Petra Mede közreműködésében) | 2016 | Nem jelent meg albumon |
| We Can Be the Rulers                                | 2017 | Nem jelent meg albumon |
| Can I Call You Home                                 | 2017 | Nem jelent meg albumon |
| Grow Up to Be You                                   | 2019 | Time                   |
| Fuego                                               | 2019 | Nem jelent meg albumon |

### Videóklipek
| Cím                                                   | Év   | Rendező                        |
| ----------------------------------------------------- | ---- | ------------------------------ |
| Cara Mia                                              | 2007 | N/A                            |
| Brother oh Brother                                    | 2007 | N/A                            |
| Miss America                                          | 2008 | N/A                            |
| Broken Parts                                          | 2013 | Robin Ehlde                    |
| Beautiful Life                                        | 2013 | N/A                            |
| Run For Your Life                                     | 2014 | Robin Ehlde                    |
| Heroes (dalszöveges videó)                            | 2015 | N/A                            |
| Should’ve Gone Home (dalszöveges videó)               | 2015 | N/A                            |
| Should’ve Gone Home                                   | 2015 | Micke Gustafsson "Mikeadelica" |
| Fire in the Rain (dalszöveges videó)                  | 2016 | N/A                            |
| Fire in the Rain                                      | 2016 | Micke Gustafsson "Mikeadelica" |
| Glorious                                              | 2016 | Micke Gustafsson "Mikeadelica" |
| Happyland                                             | 2018 | Robin Olofsson                 |
| Better Now                                            | 2019 | Jonathan Wendt                 |
| One                                                   | 2019 | Robin Ehlde                    |
| On My Way                                             | 2020 | N/A                            |
| What You Were Made For                                | 2022 | Andres Avelin & Ea Czyz        |
| Let's Sing (It's Christmas Time)                      | 2022 | N/A                            |
| Faller (Tell Her) (hivatalos akusztikus videó)        | 2022 | N/A                            |
| Sober (Mer För Varandra) (hivatalos akusztikus videó) | 2022 | N/A                            |
| Hatar dig (hivatalos akusztikus videó)                | 2022 | N/A                            |
| This Is the One (hivatalos akusztikus videó)          | 2022 | N/A                            |
| Walk With Me / Chodź ze mną (dalszöveges videó)       | 2024 | N/A                            |
| Közreműködő előadóként                                |      |                                |
| Precious to Me                                        | 2010 | N/A                            |
| A Christmas Song                                      | 2024 | N/A                            |